# Tax Free
Tax Free byla nizozemská rocková skupina z Amsterdamu. Založil ji zpěvák Wally Tax v roce 1969 poté, co se rozpadla jeho předchozí skupina The Outsiders. Dále ve skupině hráli David Oliphanr (kytara), Jody Purpora (zpěv, kytara) a Leendert Busch (bicí). Počátkem roku 1970 skupina odjela do New Yorku, kde nahrála své eponymní debutové album. Jeho producentem byl Lewis Merenstein a vedle členů skupiny na něm hrál například multiinstrumentalista (zde violista) John Cale (ten v té době s Merensteinem spolupracoval na několika dalších projektech) nebo kontrabasista Richard Davis. Album vyšlo v březnu 1971 u vydavatelství Polydor Records a nedlouho poté se skupina rozpadla.

## Diskografie
- Tax Free (1971)